# Pensées diverses écrites à un docteur de Sorbonne à l'occasion de la Comète qui parut au mois de décembre 1680
Pensées diverses écrites à un docteur de Sorbonne à l'occasion de la Comète qui parut au mois de décembre 1680, souvent abrégé en Pensées sur la comète, est un texte du philosophe français Pierre Bayle paru en 1682. Ce phénomène naturel — le passage de la comète de 1680 — donne l'occasion à Bayle de critiquer, en précurseur des Lumières, l'idolâtrie et le fanatisme religieux auxquels il préfère la liberté d'expression.

## Résumé
Dans ce texte de 1682-1683, Bayle élabore une critique de la superstition et de la tradition, reprochant l'habitude de l'époque de commencer par extrapoler sur un fait avant de l'avoir étudié pour tenter de le comprendre. Ainsi, la comète arrive en même temps que les malheurs terrestres, donc elle en est la cause, ou encore elle les annonce. À cela Bayle répond que si la comète était un signe de malheur prochain ou qu'elle les provoquait simplement par le fait d'apparaître dans le ciel, cela reviendrait à dire que l'homme qui sort devant sa porte est la cause de ce que tant de gens sont passés dans la rue où il habite.
Ce texte permet aussi à Bayle de critiquer, outre la superstition, l'obscurantisme et l'habitude de ramener tout ce que l'on ne comprend pas immédiatement à une action divine. Ainsi, parce que les connaissances de l'époque ne permettaient pas d'expliquer son origine, sa formation ou, par exemple, le fait qu'elle ait une queue, la comète devient un présage divin.

## Éditions
- Pierre Bayle, « Pensées sur la comète », sur Gallica, Rotterdam, Reinier Leers (3e éd.), 1699 (consulté le 28 janvier 2023).
- [édition critique] Pierre Bayle, Pensées diverses sur la comète, Garnier-Flammarion, 2007, 610 p. (ISBN 9782081207127), présentation de Joyce et Hubert Bost[1].